# Сент Елизабет (Мисури)
Сент Елизабет (енгл. St. Elizabeth) град је у америчкој савезној држави Мисури.

## Демографија
По попису из 2010. године број становника је 336, што је 39 (13,1%) становника више него 2000. године.
| Група             | 2000.       | 2010.       |
| Белци             | 295 (99,3%) | 328 (97,6%) |
| Афроамериканци    | 0 (0,0%)    | 0 (0,0%)    |
| Азијати           | 0 (0,0%)    | 0 (0,0%)    |
| Хиспаноамериканци | 2 (0,7%)    | 6 (1,8%)    |
| Укупно            | 297         | 336         |